# Free funk
Genres associés
M-Base, avant-funk
Free funk est un mélange de avant-garde jazz et de funk qui s'est développée dans les années 1970. Les chefs de file du genre comprennent Ornette Coleman et son groupe Prime Time, Ronald Shannon Jackson et son groupe Decoding Society, Jamaaladeen Tacuma et son groupe Spectacle et James « Blood » Ulmer. La musique a également eu une grande influence sur le genre M-Base.